# Gregorio Fernández Pérez
Gregorio Fernández Pérez (Nieva de Cameros, 1778 - Mérida, 21 de octubre de 1837) fue un eclesiástico e historiador español.
Estudió filosofía, teología y sagrada escritura en el seminario de Pamplona, en el conciliar de Badajoz y en la Universidad de Alcalá de Henares, obteniendo el grado de doctor en teología némine discrepante en la universidad de Irache. 
Presbítero de Briñas desde 1804, durante la Guerra de Independencia formó parte de la junta de suministros para la tropa española. Prebendado lectoral de Calahorra desde 1816, dos años después ganó el traslado a la iglesia de San Bartolomé de Jerez de los Caballeros, y en 1826 a la de Santa Olalla de Mérida, de cuyo territorio fue también juez eclesiástico y examinador sinodal. Desde 1825 fue miembro de la Real Academia de la Historia matritense, y desde 1832 canónigo penitenciario de la catedral de Badajoz.
Dejó escritas dos obras de carácter histórico y eclesiástico: 
- Historia de las antigüedades de Mérida (Badajoz, 1857);
- Historia de la Iglesia y Obispos de Pamplona (Madrid, 1820), vol. I, vol. II y vol. III.